# Зима кловнова (стрип)
Зима кловнова је 9. епизода стрипа Џеремаја објављена у новембру 1983. г. за француског издавача Novedi. Оригинални наслов епизоде гласи Un hiver de clown. Епизоду је нацртао и написао Херман Ипен. Епизода је имала 45 страна.
У бившој Југославији, епизода је премијерно објављена 1983. год. у сарајевском месечнику Стрип арт бр. 40-41 под називом Зима кловнова у издању НИП Ослобођење, Сарајево. Свеска је коштала 40 динара (0,90 DEM; 0,38$).

## Кратак садржај
Џеремаја и Лена настављају пут без Курдија. Стижу у хладније крајеве са оштром зимом. У покушају да пронађу смештај, наилазе на промрзлог млађег мушкарца, који умире од зиме испред њихових очију. Џеремаја одлучује да његово тело обеси на дрво, јер је земља залеђена за копање. Ускоро сазнају да су блиу мора након чега наилазе луку и брод. Група нижестојећих људи на броду предвођена је старијим човеком им пружа уточиште. Пробелем настаје када Лена слућајно среће дечака који је затворен у једној од путничких кабина. Лена налази на поду фотографију мушкарца који се смрзао у шуми. Џеремаја увиђа да су старац и дечак на броду као таоци и покушавају да побегну. Становници брода им, међутим, то не дозвољавају.

## Реприза у Србији
Епизода је репризно објављена у Србији у 3. тому Џеремаје под истоименим називом у издању Чаорбне књиге 2016. године.